# Смальта (станция помех радиоэлектронного подавления)
«Смальта» — авиационная станция помех радиоэлектронного подавления групповой защиты П-324 (изделие Л001). Главный конструктор - А. В. Козьмин. Разработка системы - Калужский научно-исследовательский радиотехнический институт (КНИРТИ, предприятие п/я В-8332). Серийное производство - Барнаульский завод геофизической аппаратуры и Ставропольский завод «Сигнал». В 1977 году работа удостоена Государственной премии СССР.
Станция долгое время оставалась основным средством радиоэлектронной борьбы в тактической и фронтовой авиации СССР и РФ. Неоднократно проверена в реальных боевых условиях.

## Назначение
Станция представляет собой активный ретранслятор сигналов, и может подавлять радиоэлектронные средства противника с непрерывным, импульсным и квазинепрерывным излучением, используя принцип генерирования управляемого эффекта Доплера и делая самолет невидимым для РЛС наведения ракет комплексов, использующих принцип захвата ракетой цели, по возникающему у движущейся цели этого эффекта. (На вооружении США на тот момент был ЗРК «Хок» и «усовершенствованный Хок»)

## Применение
Станция первоначально планировалась для установки на автомобильное шасси. Первый образец станции «Смальта-Н» был смонтирован в 1970 году на шасси автомобиля УАЗ-452 и направлен для натурных испытаний в Египет. Боевой расчёт станции состоял из механика-водителя и оператора. Станция запитывалась от автономного электроагрегата АБ-8. Пульт управления станцией был выносной — после включения станции в работу расчёт удалялся от машины на 300 метров в заранее оборудованное укрытие.
В дальнейшем оказалось целесообразнее станцию устанавливать на вертолётах типа Ми-8. Опытный образец станции «Смальта-В» был установлен на вертолёт Ми-8Т и отправлен в Сирию для испытаний в условиях сирийско-израильского конфликта. Группировку РЭБ «Смальта» возглавлял подполковник Бочаров А. С. Использование «Смальты» против ЗРК «Хок» полностью подтвердило эффективность системы. Однако израильтяне достаточно быстро разобрались в причинах неудач и модернизировали систему наведения ЗРК «Хок». Станция «Смальта-В» в дальнейшем была модернизирована до «Смальта-ВМ» (1981 год), «Смальта-У» (1982 год) и «Смальта-ПГ» (1998 год). Вертолёт с установленной станцией «Смальта» получил название Ми-8СМВ.